# GK-1
GK-1 (Russisch: ГК-1: гоночный, компрессорный, первый gonotsjnyj, kompressornyj, pervyj) is de merknaam van een historische Russische wegracemotor van rond 1955 die bedoeld was voor nationale wedstrijden. 
In de jaren vijftig werden daar in de Sovjet-Unie veel racers voor gemaakt, maar de GK-1 stak erboven uit. Hij had een 350 cc tweetakt-boxermotor met compressor, die 48 pk bij 7000 toeren leverde. Qua model leek de machine veel op de vooroorlogse DKW-racers.